# Lars Ågren

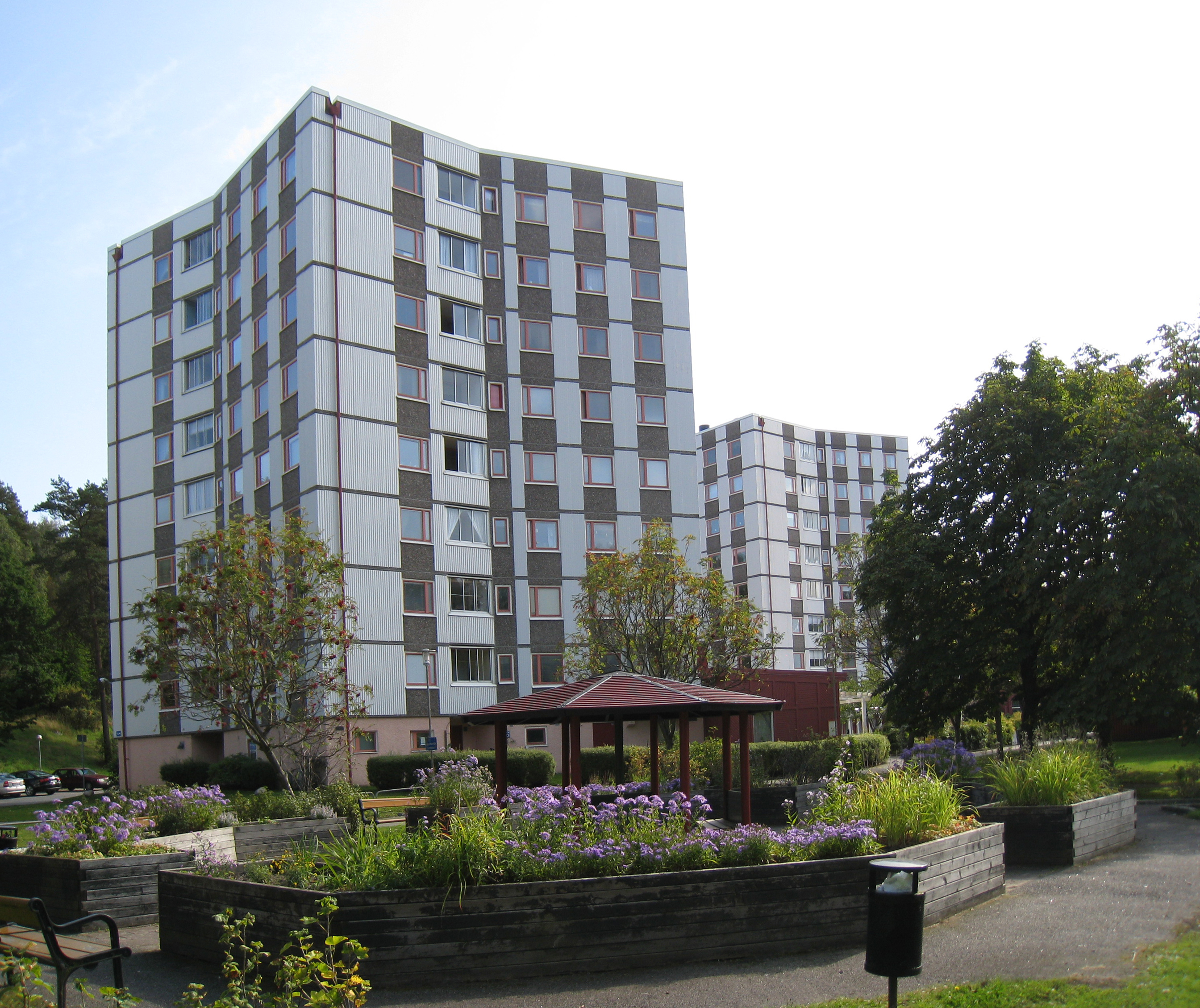
Stjärnhus vid Teleskopgatan i Bergsjön, Göteborg.

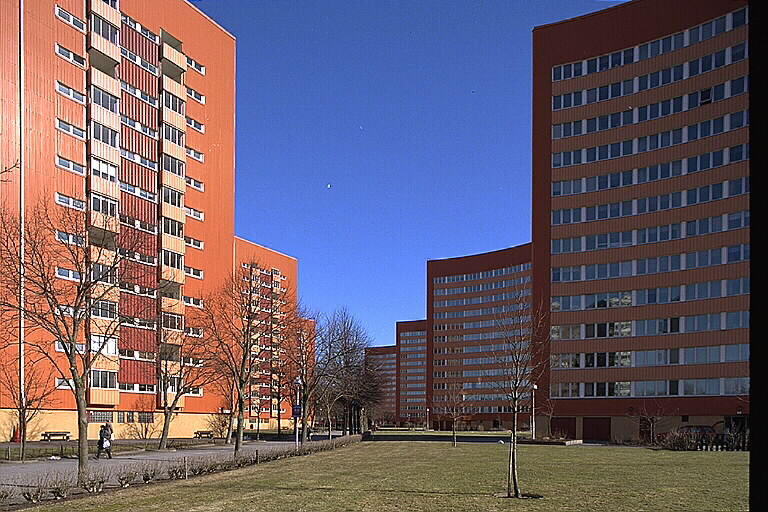
De så kallade Lösgommarna i Ruddalen i Västra Frölunda, Göteborg.

Lars Arvid Ågren, född 4 mars 1921 i Borgs församling, Norrköping, död 12 oktober 2006 i Älvsborgs församling, Göteborg, var en svensk arkitekt. Han var gift med arkitekten Ingegerd Ågren.

## Utbildning och verksamhet
Ågren tog examen vid Kungliga Tekniska högskolan i Stockholm, 1948. Han var anställd vid Vattenbyggnadsbyrån (VBB), 1948–1950 och hos Smith, Hinchman & Gryus i Detroit, USA, 1950–1951.
Han anställdes hos arkitekterna Anders William-Olsson och Tage William-Olsson 1952. Där ritade han det mycket uppmärksammade så kallade Experimenthuset med flyttbara väggar på Modulatorsgatan i Järnbrott efter William-Olssons idé. Lars Ågren bodde själv under 10 år i huset på Modulatorsgatan. Han var sedan vid Göteborgs stads bostadsaktiebolag 1953–1958 och vid konsultbyrån Gako AB 1958–1971.
GAKO kontorshus byggdes 1967–1968 och är ett exempel på medveten gestaltad färgbehandling. Det ritades av Lars Ågren och Ragnar Hjertén. GAKO:s våningsplan i huset återspeglade i sin utformning företagets idé om jämlikhet och ett lekfullt sinne i arkitekturen. I Ruddalen i Västra Frölunda skapade Ågren även områdets främsta landmärke, "Lösgommarna", tio punkthus i konkav form och med rödtonad färg samt ritade även det lokala köpcentrumet Althallen 1962.
Ågren var professor i arkitektur vid Chalmers tekniska högskola i Göteborg från 1971. 
Han bedrev ett samtalsforum för arkitektur och stadsplanering kallat Arkitekturgalleriet 1988–1989. Lars Ågren lämnade alla sin kulturpolitiska uppdrag för socialdemokraterna i Göteborg 1989. Anledningen var ett beslut där en plan att uppföra en ny musikteater, det som blev Göteborgsoperan, förkastades i ett sent skede trots att ett vinnande arkitekturbidrag utsetts. Planen hade tidigare varit att uppföra operan på tomten för Gamla Ullevi efter ritningar av Carl Nyrén som vunnit arkitekturtävlingen. Nu blev det istället Lilla Bommen med Lund & Valentin som arkitekter. Lars Ågren var också kritisk till tomtbytet.
År 1990 anordnade Ågren en omdebatterad utställning på Arkitektgalleriet där han visade upp förslag på förbättringar av Göteborgs konstmuseums utställningsytor och entré. Hans vision innehöll bland annat en tillbyggnad i sex våningar som reste sig kring ett halvcirkelformat atrium, som till sin form påminde om Solomon R. Guggenheim Museum i New York. Projektet skulle kräva en flytt av Poseidon och mottog mycket kritik, bland andra av Mårten Castenfors, som liknade det med "entrén till en gravkammare".
Åren 1989–2006 ägde och drev han tillsammans med Anna-Lena Zetterberg (1935–2021) Näs kulturcentrum mellan Mullsjö och Ulricehamn. Paret är begravda på Västra kyrkogården i Göteborg.

## Verk i urval
- Experimenthus - flerfamiljshus, Modulatorsgatan, Järnbrott, Göteborg 1953 (tillsammans med Anders William-Olsson och Tage William-Olsson).[10]
- Radhus, Erik Väderhatts gata, Göteborg 1955.
- Ateljélägenheter, Syster Estrids gata, Göteborg 1957 (tillsammans med H. Falkenberg).
- Althallen, Altplatsen, Göteborg 1962.
- Trefaldighetskyrkan, Norra Allégatan 8, Göteborg 1965.
- Radhus och kedjehus i Åkered (GAKO för Egnahemsbolaget) (tillsammans med H. Falkenberg).
- Stjärnhusen. Femuddiga punkthus i åtta våningar, vars plan har fem identiska trerumslägenheter. Fjorton stjärnhus av denna typ byggdes på 1960-talet i Västra Frölunda, Göteborg och kallas kort och gott för stjärnhusen av de boende. Samma ritningar användes 1969 vid uppförandet av nio identiska hus vid Teleskopgatan i Bergsjön. Fasaderna i Frölunda kommer under 2020 att förändras vid en ombyggnad.[11]

### Artiklar
- Byggmästaren 1954-A:3 sid 52, Experimenthuset i Göteborg
- Byggmästaren 1955-A:11 sid 284, Försökshus i Göteborg (Kyrkbyn)
- Byggmästaren 1956-A:10 sid 213, Sommarvilla i Ödsmål
- Byggmästaren 1956-A:12 sid 223, Enfamiljshus eller radhus?
- Byggmästaren 1960-B:12 sid 274, Värmeförsörjning
- Byggmästaren 1962-A:4 sid 86, Bostadshus för läkare och sjuksköterskor i Göteborg, Södra Guldheden.
- Arkitektur 1965:8 sid 277, Majviken - ett kollektivhus i Göteborg
- Arkitektur 1968:3 sid 16, Servicehuset Majviken i Göteborg. Arkitekt: Konsultbyrån Gako AB, genom Lars Ågren
- Arkitektur 1968:3 sid 44, Fritidsgården Vårvinden i Göteborg. Arkitekt: Konsultbyrån Gako AB, Göteborg, genom Lars Ågren och Gunnar Nylund
- Arkitektur 1968:10 sid 4, Kontorshus för Gako och Göteborgs allmänna skolstyrelse. Arkitekt: Konsultbyrån Gako AB, Göteborg, genom Lars Ågren och Ragnar Hjertén
- Arkitektur 1969:8 sid 28, Högsbotorphemmet i Göteborg. Arkitekt: Gako AB, Göteborg, genom Lars Ågren
- Arkitektur 1981:9 sid 5, Behövs arkitekter - och i så fall vilka?
- Arkitektur 1983:2 sid 41, Arkitektur - behövs det?
- Arkitektur 1983:7 sid 17, Trettio förlorade år
- Arkitektur 1988:1 sid 18, Vision och utopi.